# Kate Flannery
Katherine Patricia Flannery, detta Kate (Filadelfia, 10 giugno 1964), è un'attrice statunitense, nota soprattutto per aver interpretato Meredith Palmer in The Office, un ruolo che le è valso due Screen Actors Guild Award per il miglior cast in una serie commedia nel 2006 e nel 2007.

## Biografia
Nata e cresciuta a Filadelfia, Kate Flannery ha studiato alla Shenandoah University e all'University of the Arts. Dopo la laurea ha cominciato la sua carriera artistica come attrice teatrale, recitando sulle scene di Los Angeles, Washington e dell'Off Broadway. Flannery è nota al grande pubblico per aver recitato il ruolo di Meredith Palmer nella serie TV The Office per otto stagioni, dal 2005 al 2013. Ha recitato in numerose altre serie TV, tra cui Brooklyn Nine-Nine ed American Housewife. Nel 2019 ha partecipato al talent show Dancing with the Stars, venendo eliminata durante l'ottava puntata.
Kate Flannery è impegnata in una relazione con Chris Haston, conosciuto sul set di The Office, dal 2006.

## Filmografia

### Attrice

#### Cinema
- Trick, regia di Jim Fall (1999)
- L'uomo dei miei sogni (Carolina), regia di Marleen Gorris (2003)
- Oltre il male (At the Devil's Door), regia di Nicholas McCarthy (2014)
- Cooties, regia di Jonathan Milott e Cary Murnion (2014)
- 4th Man Out, regia di Andrew Nackman (2015)

#### Televisione
- Curb Your Enthusiasm - serie TV, 1 episodio (2002)
- Boomtown - serie TV, 1 episodio (2003)
- The Bernie Mac Show - serie TV, 1 episodio (2004)
- The Office - serie TV, 187 episodi (2005-2013)
- I maghi di Waverly (Wizards of Waverly Place) - serie TV, 1 episodio (2010)
- Jessie - serie TV, 1 episodio (2013)
- Another Period - serie TV, 1 episodio (2015)
- American Housewife - serie TV, 1 episodio (2016)
- Brooklyn Nine-Nine - serie TV, 1 episodio (2016)
- New Girl - serie TV, 1 episodio (2016)
- Young Sheldon - serie TV, 1 episodio (2019)
- Dancing with the Stars - Concorrente (2019)

### Doppiaggio
- Saturday Night Live - varietà, 1 episodio (2002)
- The Life & Times of Tim -  serie TV, 2 episodi (2011)
- Steven Universe - serie TV, 5 episodi (2015-2018)
- OK K.O.! - serie TV, 37 episodi (2017-2019)
- Kevin (Probably) Saves the World - serie TV, 1 episodio (2017)

## Doppiatrici italiane
Nelle versioni in italiano dei suoi film dei suoi film, Kate Flannery è stata doppiata da:
- Cristina Dian in The Office

Da doppiatrice è sostituita da:
- Ilaria Latini in OK K.O.!